# Marc Kochzius
Marc Kochzius ist ein deutscher Meeresbiologe. Er ist Hochschullehrer an der Vrije Universiteit Brussel.

## Leben und Wirken
Marc Kochzius wuchs im Rheinland auf und bestand 1989 am Are-Gymnasium Bad Neuenahr-Ahrweiler das Abitur. Sein Biologiestudium absolvierte er an der Rheinischen Friedrich-Wilhelms-Universität Bonn und der Universität Bremen. Im Jahre 1996 legte er die Diplomprüfung ab, 2002 die Promotion und 2010 seine Habilitation. Seit 2010 ist er Professor für Meeresbiologie an der Vrije Universiteit in Brüssel.
Sein Forschungsschwerpunkt sind Korallen, über die er regelmäßig wissenschaftlich veröffentlicht. Seine Forschungsarbeiten führten ihn wiederholt auf die Philippinen. Im Jahr 2018 war er Gastprofessor an der University of Hawaii, Manoa.
Kochzius ist Gründungsmitglied des Vereins Reef Check.

## Publikationen (Auswahl)
- M.Kochzius et al. (21 Autoren): Identifying fishes through DNA barcodes and microarrays. PLoS one 5(9):e12620. doi:10.1371/journal.pone.0012620
- Trace metal pollution and its influence on the community structure of soft bottom molluscs in intertidal areas of the Dar es Salaam coast, Tanzania. Mar Pollut Bull 64: 521–531.
- Isolation and characterisation of nine microsatellite markers in the boring giant clam (Tridacna crocea) and cross-amplification in five other tridacnid species. Mar Biodiv, DOI:10.1007/s12526-011-0101-4.
- Genetic population structures of the blue starfish Linckia laevigata and its gastropod ectoparasite Thyca crystallina. Marine Ecology Progress Series 396: 211–219.
- Collapse of a new living species of giant clam in the Red Sea. Current Biology 18: 1349–1354.
- Trends in Fishery Genetics. In: The Future of Fisheries Science in North America, herausgegeben von Richard J. Beamish, Brian J. Rothschild, Springer Science & Business Media, 2009, S. 457–494
- Zeitmaschine DNA – Die verschlüsselte Evolutionsgeschichte im Erbgut. In: Faszination Meeresforschung: Ein ökologisches Lesebuch, herausgegeben von Gotthilf Hempel, Kai Bischof und Wilhelm Hagen, Springer-Verlag, 2016, S. 503–514